# Oasis Force
Oasis Force fue el nombre empleado por el ejército británico para una serie de unidades especiales que variaron en cuanto a su composición, cantidad y estructura orgánica, y cuya fundamental característica era estar formadas por tropas no europeas ni canadienses.
Participó en casi todos los enfrentamientos entre británicos y las fuerzas italoalemanas en el Norte de África de 1940 a 1943, pero de forma muy especial a partir de la Operación Crusader, momento en el que estaban formadas por el Grupo de Brigadas indias y el 6° Regimiento Blindado surafricano, así como algunos destacamentos Sijs. En otras ocasiones, formaron parte de la misma la 31. División (India), así como 3.ª. Brigada Motorizada y la 252. Brigada Acorazada, ambas compuestas por tropa india.